# ГЕС Барка

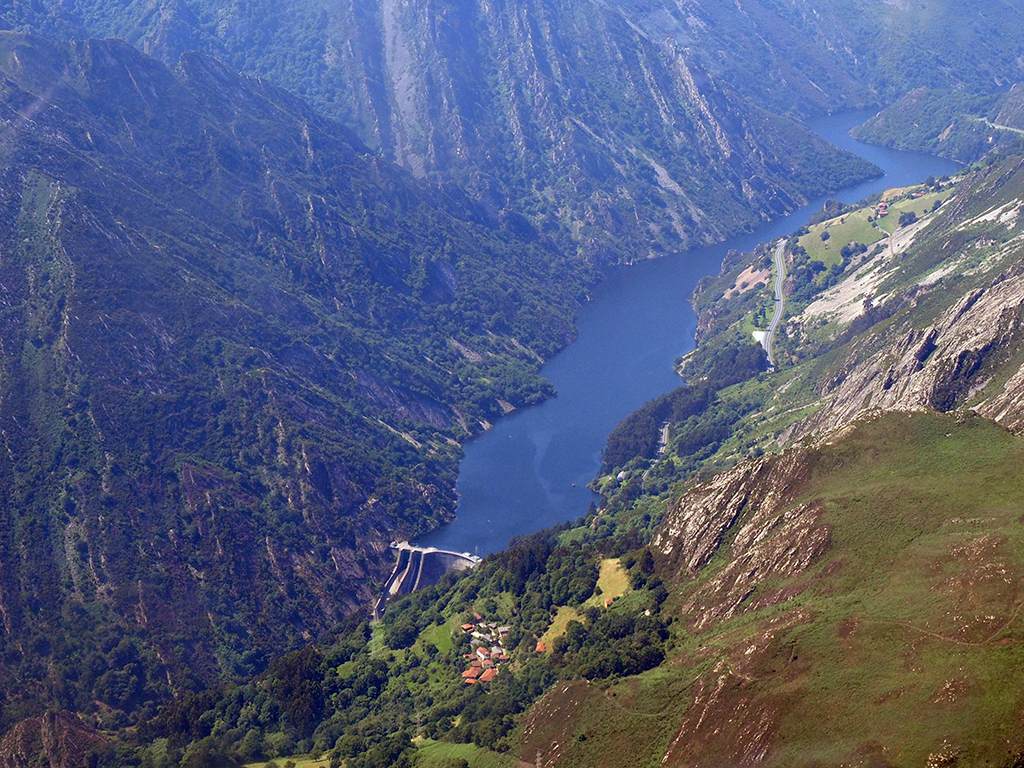
Аэрофотоснимок плотины тыквы.

ГЕС Барка (ісп. Embalse de La Barca) — гідроелектростанція на північному заході Іспанії в регіоні Астурія. Знаходячись нижче від малої ГЕС Флорида (7,6 МВт), є найпотужнішою станцією на річці Нарсеа, що дренує північний схил Кантабрійських гір та є лівою притокою Налон (басейн Біскайської затоки).
Для роботи станції річку перекрили арковою греблею висотою 74 метри та довжиною 178 метрів, на спорудження якої пішло 113 тис. м3 матеріалу. Вона утримує водосховище із площею поверхні 1,9 км2 та об'ємом 31 млн м3.
Розташований біля греблі машинний зал станції у 1967 році обладнали двома турбінами типу Френсіс потужністю по 26,8 МВт, до яких в 1974-му додали ще одну значно меншої потужності 2,5 МВт. Вони працюють при напорі у 58 метрів та забезпечують виробництво 135 млн кВт-год електроенергії на рік.
Видача продукції відбувається по ЛЕП, що працюють під напругою 132 кВ та 50 кВ.